# Свято-Троицкая церковь (Новый Мядель)
Свято-Троицкая церковь — действовала во второй половине XIX ст.- сер. ХХ ст. в местечке Новый Мядель Вилейского уезда Виленской губернии. Восстановлена в 2006 году.

## Великое княжество Литовское
В «Ливонской хронике» Германа Вартберга под 1378 годом впервые сообщается про православных (в хронике — рутенов) в окрестностях Мядельского замка:
«В 1378 году, брат Вильгельм, магистр ливонский, послал ландмаршала брата Робина против рутенов в области замка Ме(н)делена, которые были преданы язычникам и поддерживали их. Он напал в воскресенье после Епифания (10-го января), и опустошал страну два дня, умерщвляя людей, сжигая жилища и убивая скот; а также они увели с собой 300 рутенов обоего пола и 400 лошадей».
14 августа 1385 года в замке Крево великий князь Ягайло согласился принять католическую веру и подписал Кревскую унию. Ягайло вернулся в Литву в феврале 1387 года. Крещение дворян и их крестьян в католицизм сначала проводилось в столице Вильне и его окрестностях. В 1389—1392 годах в междоусобной войне Витовта и Ягайлы, православные жители Мядельщины поддержали Витовта.
7 августа 1559 года король Сигизмунд Август выдал грамоту на право пользования 2 волоками земли без уплаты чинша православному священнику Максиму Федоровичу («поп Мядельский святой Тройцы»).
В 1715 году в Новом Мяделе была построена новая деревянная церковь.

## Российская империя
В 1863 году мядельскими прихожанами на приобретение колокола для своей церкви было пожертвовано 120 рублей.
В 1869 году Его Высокроеосвященство утвердил, избранных съездами, благочинных, их помощников и депутатов. Мядельским благочинным был назначен священник Старо-Мядельской церкви Григорий Бывалькевич, его помощником — священник Жоснянской (Слободской) церкви — Иоанн Дорошевский, духовным депутатом — священник Ново-Мядельской церкви Иоанн Шелютто.
15 сентября 1870 года при Ново-Мядиольской церкви было открыто попечительство, утверждённое Литовскою духовною консисториею.
Резолюцией Его Высокопреосвященства от 3 июля 1871 года за № 513 священник Новомядиольской церкви Иоанн Шелюто был перемещен по прошению к Чересской церкви.
Резолюцией Его Высокопреосвященства от 24 июня 1871 г. за № 638 священник Чересской церкви Иоанн Шелюто возвращен, по прошению, к Ново-Мядельской церкви.
В 1872 году церковь была уничтожена пожаром.
В «Литовских епархиальных новостях» от 1 февраля 1873 года был напечатан некролог И. Ф. Шелютто:
«6-го Генваря скончался священник Ново-Мядельской церкви Вилейского уезда, Иоанн Фелицианович Шелютто, на 26 году своей жизни от чахотки. Покойный, священнический сын, по окончании курса наук в Литовской духовной семинарии, 1865 г. июля 15 дня уволен из оной со степенью студента. Того же 1865 г. 14 октября рукоположен в священника в м. Поставы к Свято-Троицкой церкви; 7 ноября 1869 г. назначен депутатом по Мядельскому благочинию. В семействе у него остались: жена Анна Ивановна 23 лет и трое малолетних детей — Федор 3 лет, Елена 2 лет и Иван 3 месяцев».
Резолюцией Его Высокопреосвященства от 15 февраля 1873 г. за № 143, вакантное место при Ново-Мядельской церкви Вилейского уезда, предоставлено священнику Сорокской церкви Глубокского благочиния Фаддею Снитке.
В 1876 году, согласно расписанию приходов и причтов Литовской епархии Вилейского уезда, Троицкая церковь в местечке Ново-Мядиоле в своем штате насчитывала 1 настоятеля и 1 псаломщика. Приход включал местечко Ново-Мядиоль и следующие населенные пункты: деревни Баклаи, Крути, Лукьяновичи, Азарки-Старые, Азарки-Дворище, Азарки-Пудовенка, Шиковичи, Калиновка, Шклениково, Мацки, Паторовщина, Ольсевичи, Студеница и Невери; застенки Пудкачерги, Липовы 1-е, Липовы 2-е, Березняки, Магдулины, Старинки, Колиновка, Уше, Камопьевка, Слобода и Пильковщина.
27 июня 1877 года в должности церковного старосты был утвержден крестьянин м. Мядела Иосиф Юрьев Давидович.
Согласно статистическим сведениям «Литовских епархиальных ведомостей» от 17 сентября 1878 года, Ново-Мядельская церковь насчитывала 2778 число душ обоего пола.
В 1879 году на вакантное место настоятеля Новомядельской церкви Вилейского уезда был перемещен, согласно прошению, настоятель Городокской церкви Антоний Снитко.
В 1881 году за усердную службу был удостоен посвящения в стихарь и.д. псаломщика Ново-Мядельской церкви Осип Панасевич.
18 октября 1881 года после внутренней починки была освящена Новомядельская церковь Вилейского уезда.
В 1884 году в церкви был пожар, однако царские ворота удалось спасти.
В сентябре 1884 года Свято-Николаевская церковь в Вилейке (приписная к Свято-Георгиевскому приходу) была разобрана и перевезена в местечко Новый Мядель. Церковь переуступили за сто рублей приходу мядельской Свято-Троицкой церкви, уничтоженной пожаром. За две недели 800 конных подвод перевезли церковь на новое место. В Вилейке на месте церкви был поставлен деревянный крест.
В августе 1885 года церковь была собрана и освящена во имя Св. Троицы.

В 1893 Извеков Н. в книге «Статистическое описание православных приходов Литовской епархии» описывает православный приход в Новом Мяделе следующим образом:
«Новомядельский — Мядельского благочиния. Церковь утварью достаточна. Земли 73 десятин, из коей 52 десятины удобной. Причтовые помещения ветхи. Есть 1 кладбищенская церковь. Дворов 440. Прихожан мужского пола 1760 и женского 1725».
В книге Федора Покровского «Археологическая карта Виленской губернии» также встречается упоминание про церковь с Новом Мяделе:
«В Ново-Мядельской православной церкви есть колокол с славянской надписью […], и икона Божьей Матери, очень древняя п.ч. на серебряной ея короне есть польская надпись 1667 г.».
23 сентября 1896 года был утвержден на три года в должности церковного старосты Ново-Мядельской церкви Вилейского уезда крестьянин деревни Круци Яков Григорьев Чернявский.
3 января 1900 года Яков григорьев Чернявский был утвержден на второе трехлетие в должности церковного старосты.
6 июля 1900 года было преподано Архипастырское благославение Его Высокопреосвященства прихожанам Новомядельской церкви Вилейского уезда, пожертвовавшим на ремонт церкви 110 рублей и на внутреннее ее украшение 176 рублей.
6 апреля 1902 г. за продолжительную усердную службу Его Высокопреосвященством был награжден набедренником священник Новомядельской церкви Вилейского уезда Вячеслав Ширинский.
22 мая 1902 года было преподано Архипастырское благославение Его Высокопреосвященства, пожертвовавшим в Ново-Мядельскую церковь, Вилейского уезда — церковному старосте за образ Воскресения Христова в 40 р.; крестьянину д. Студенице Подчоле за пелену на престол и воздух в 35 рублей; жене священника Стефаниде Ширинской за образ св. Николая Чудотворца в 30 рублей; прихожанам и притчу за два киота в 100 рублей.
В 1915 году настоятелем Ново-Мядельской церкви был о. Вячеслав Ширинский.

## Польская Республика
В 1921 году церковь вновь настигло несчастье — она была разрушена в результате пожара.
В 1927-1931 годах на средства прихожан был возведен новый храм. Первым служителем в новом храме был иерей Симеон Кузьмич, затем иерей Александр Мельник. Следующими служителями в церкви были священники Божелко и Дзеканец. Неизменным псаломщиком был К. С. Киюто.
В Национальном историческом архиве Беларуси хранятся метрические книги Ново- Мядельской Троицкой церкви за 1901- 1916, 1919 - 1938 гг.

## БССР
В 1950-е годы в разгар борьбы научного атеизма с религией, церковь была закрыта и приспособлена под склад райпотребсоюза.
В 1962 году церковное здание было разобрано на строительный материал, из которого были построены школа в деревне Лотва и спортзал в Мяделе. На месте храма был возведен детский сад.
В годы Перестройки было объявлено о свободе вероисповеданий. В 1990 году Патриарший Экзарх всея Беларуси, митрополит Минский и Слуцкий Филарет благословил иерея Адама Васильевича Липского и отправил настоятелем Мядельского православного прихода. Отец Адам родился в деревне Рубель Столинского района. Служил на Балтийском флоте, работал в колхозе. Заочно окончил Ляховичский колхоз-техникум. Затем освоил строительные специальности и получил ряд наград, в том числе «Знак почета». Когда решал вступил на духовную стезю, направился на учебу к иерею Дмитрию в Воложин. После посвящения в духовный сан, был направлен на Мядельщину и провел первое богослужение в Некасецке. Через два года он стал настоятелем прихода в Мяделе. В 1995 году стал благочинным православных приходов Мядельского района. Заочно окончил Минскую духовную семинарию. В 2000 году был награжден памятным знаком «2000 лет Христианства» за личный вклад в возрождение православия и духовной культуры.

## Республика Беларусь
В 1991 году приходу было возвращено здание, в котором ранее проживал священник. С разрешения местных властей в нем был открыт молитвенный дом. Из числа прихожан был избран церковный комитет во главе со старостой Антоном Степановичем Белявским и создан первый церковный хор с Любовью Семеновной Белявской.
В 1992 году началась разработка проектно-сметной документации столичной мастерской «Спецархпроект» по строительству новой Свято-Троицкой церкви. Решением Мядельского райисполкома под строительство нового храма был выделен участок земли в Баклаях на вершине холма. Четыре года собирались необходимые для строительства средства.
8 сентября 1996 года произошла торжественная закладка в фундамент первого камня. В связи с этим в Мядель прибыл митрополит Филарет. Его Высокопреосвященство отслужил божественную литургию при сослужении архимандрита Иоанна и настоятелей — Мядельского прихода о. Адама, Слободского прихода о. Георгия и Некасецкого прихода о. Петра. Затем крестным ходом направились на строительную площадку, где освятили котлован, камни для фундамента и благословили начало строительства храма.
Вместе со строительством храма проводилась активная работа по распространению православия среди местной общины. Были организованы поездки в Полоцкий и Жировичский монастыри, начала работу воскресная школа.
В повседневных трудах и заботах отцу Адаму помогали матушка Раиса, прихожане Валентина Ивановна Кулеш, Любовь Семеновна Белявская, Надежда Александровна Кособуцкая, Ольга Владимировна Сивчик, Валентина Ивановна Мисуно, Нина Ивановна Жогло, Алена Ивановна Юдицкая, Дмитрий Антонович Томащик.
В январе 1998 года молодым педагогом-музыкантом К. М. Цургановой был создан второй церковный хор, который исполнял церковное песнопение на более высоком и профессиональном уровне. Врач Н. М. Корниено организовала кукольный театр, в котором проводились постановки на библейскую тематику. Один из участников церковного хора А. Б. Грайченок собрал ксерокопии архивных документов, церковных ведомостей, фотографии для оформления «Летописи Мядельской Свято-Троицкой церкви».
В 1999 году строительство храма вновь навестил митрополит Филарет.
В 2004 году была получена значительная финансовая помощь от владыки Филарета, Мядельского райисполкома и ООО «Стройдетали» (г. Вилейка). Общими строительными работами руководил Владимир Васильевич Ильяш, который работал в Мядельском ПМК-215.
7 февраля 2005 года в строящемся храме было проведено первое богослужение.
18 июня 2006 года на колокольне был установлен колокол весом 216 кг и диаметром 75 см, отлитый на средства семьи отца Адама.
20 августа 2006 года состоялось торжественное освящение новой Свято-Троицкой церкви в Мяделе.